# Южные уйгуры
Южные уйгу́ры — условное наименование большей части уйгур, происходящих с территории Южного Восточного Туркестана, говорящих на уйгурском языке, помимо уйгурского, они знают языки той страны, где живут Вне восточного туркестана (пушту, урду, хинди и т.д).

## История
Южные уйгуры — это все уйгуры Южного Восточного Туркестана. Южные уйгуры отличаются и от западных, и от центральных. Дело во внешности, традициях, диалектом, культуре, быте и т. д. Например все южные уйгуры европеоиды(индоиранцы), западные смешанные, а центральные монголоиды. Также южные уйгуры более религиозны, чем другие группы уйгуров.

## Субгруппы
| Субэтнос | Численность  |
| -------- | ------------ |
| Кашгарцы | 25 миллионов |
| Хотанцы  | 300 тысяч    |
| Яркендцы | 1 миллион    |
| Аксуйцы  | 300 тысяч    |
| Атушцы   | 3 миллиона   |
| Абдалы   | 100 тысяч    |
| Торы     | 100 тысяч    |

## Внешность
Известный казахский исследователь Ч. Валиханов, некоторое время проживавший в Кашгаре и собравший материалы для своего исследования в Восточном Туркестане, утверждает, что «уйгуры внешностью напоминают индоевропейский тип. Они очень похожи на таджиков Средней Азии, которые происходят от персов и говорят на персидском языке.
Внешний вид туркестанцев полностью отличается от тюрков и монголов»
Также что добавили из Института Ильхама Тохти:
Я работал в Ечэне, на юге Синьцзяна, в течение 4 лет и встретил много друзей-уйгуров, они были очень теплыми и гостеприимными! Позже моя работа потребовала от меня проработать в Кашгаре ещё два года. За последние шесть лет многие друзья-уйгуры произвели на меня очень глубокое впечатление своими внешними характеристиками: густые волосы, густая борода и черные брови, глубокие глаза и высокий нос, очень белая кожа, длинные ресницы и другие весьма характерные черты арийской (европейской расы) личности. . Их внешность очень похожа на таджиков. Представляется, что во внешних характеристиках уйгурского народа между Востоком и Западом все ещё существует определённый разрыв. Я иногда обедаю в уйгурских ресторанах. Однажды я зашёл в ресторан быстрого питания «Платинум» со своей подругой Гу Ли, девушкой-уйгуркой. У всех официантов были густые брови, длинные ресницы и высокие носы. Они были такие красивые! Я сказал Гу Ли: «Сяо Гу Ли, ты очень красивая, они даже красивее тебя~~». «Что~, у меня искушение», — сказал Сяо Гули с улыбкой. «Они, должно быть, прибыли из Хотана, Кашгара и Неаполя», — сказала она. Позже она спросила официанта, который подавал нам еду, и оказалось, что он был из Кашгара. Разница в этнической внешности между западным и восточным Синьцзяном ещё раз поразила меня!

### Внешность южных уйгуров
Самый крупный субэтнос уйгуров это Кашгарцы. 25 миллионов кашгарцев, представители Памиро-ферганской расы и Индо-иранской расы.
Внешность кашгарца
- цвет волос — черные
- цвет глаз — тёмные, в меньшинстве голубые, зеленые
- третичный волосяной покров — очень сильный
- рост — средний, высокий
- форма головы — брахикефальная
- Борода — Большая, густая
- Форма носа — выпуклая

Следующие «Южные Уйгуры» это атушцы,хотанцы,яркендцы,аксуйцы и отчасти Абдалы имеют такую внешность. Все представители Памиро-ферганской расы
- цвет волос — черные, светлые имеют меньшинство хотанцев
- цвет глаз — тёмные, светлые, голубые имеют несколько хотанцев
- третичный волосяной покров — очень сильный
- рост — средний
- форма головы — брахикефальная
- Борода — Длинная, густая
- Форма носа — выпуклая

Южные уйгуры(кашгарцы)

Одежда мужчин та же, что вообще на мусульманском Востоке: чалма, обыкновенно белая, исподний и верхний халат, высокие сапоги с каблуками и калошами. Последние служат вовсе не к тому, на что мы их назначаем, а для снимания у дверей мечети, вместо сапог. Женщины не отличаются грациозным нарядом: на голове или отороченная узкой полоской меха шапочка, напоминающая папаху, или чаще род шляпы, имеющей вид шляпки гриба, обороченной кверху дном, то есть внизу она уже, чем сверху. Это тоже шапка, но с более широкой и с расширяющейся кверху каймой из меха выдры. Поверх шапки, а иногда из-под неё, спускается белое покрывало на спину и бока, а лицо закрыто другою, меньшею, занавескою. На теле сверху род цветного халата или длинной кофты, а иногда накидка без рукавов, снизу короткая юбка и штаны, стянутые под щиколкой. На ногах башмаки или сапоги с короткими голенищами. Здесь, однако, не все женщины показываются с завешанным лицом; не только старухи, но некоторые и молодые настолько либеральны, что не закрываются.